# Parada de Ester e Ester
Parada de Ester e Ester (oficialmente: União das Freguesias de Parada de Ester e Ester) é uma freguesia portuguesa do município de Castro Daire, com 40,25 km² de área e 744 habitantes (censo de 2021). A sua densidade populacional é 18,5 hab./km².

## História
Foi constituída em 2013, no âmbito de uma reforma administrativa nacional, pela agregação das antigas freguesias de Parada de Ester e Ester e tem a sede em Parada de Ester.

## Demografia
A população registada nos censos foi:
| Distribuição da População por Grupos Etários | Distribuição da População por Grupos Etários | Distribuição da População por Grupos Etários | Distribuição da População por Grupos Etários | Distribuição da População por Grupos Etários | Distribuição da População por Grupos Etários |
| -------------------------------------------- | -------------------------------------------- | -------------------------------------------- | -------------------------------------------- | -------------------------------------------- | -------------------------------------------- |
| Antes da agregação                           |                                              |                                              |                                              |                                              |                                              |
| Ano                                          | 0-14 anos                                    | 15-24 anos                                   | 25-64 anos                                   | >= 65 anos                                   | Total                                        |
| 2001                                         | 156                                          | 121                                          | 481                                          | 352                                          | 1110                                         |
| 2011                                         | 90                                           | 84                                           | 380                                          | 320                                          | 874                                          |
| Após a agregação                             |                                              |                                              |                                              |                                              |                                              |
| Ano                                          | 0-14 anos                                    | 15-24 anos                                   | 25-64 anos                                   | >= 65 anos                                   | Total                                        |
| 2021                                         | 51                                           | 51                                           | 315                                          | 327                                          | 744                                          |